# Filip Sternberg (1956)
Filip Sternberg (* 29. října 1956 Praha) je česko-rakouský právník ze šlechtického rodu Sternbergů a majitel hradu Český Šternberk a zámků Březina na Rokycansku a Morány v okrese Kutná Hora. Je čestným rytířem Maltézského řádu.

## Život
Narodil se jako jediný syn Zdeňka Sternberga (1923–2021) a jeho manželky Alžběty, roz. Hrubé-Gelenj (1929–2021). Do obecné školy chodil v Praze od roku 1962, léta a víkendy trávil v Českém Šternberku. Jako jediný ze třídy nebyl v pionýru. Věnoval se sportu, závodně plaval.
Po sovětské okupaci Československa v roce 1968 rodina emigrovala do Německa. Filip zůstal u stejnojmenného strýce v Münsteru a bez větších znalostí němčiny tam chodil do školy, zatímco rodiče se usadili v Rakousku. Před Vánoci se dvanáctiletý Filip připojil ve Vídni k rodičům. Tam začal navštěvovat gymnázium mariánského řádu v 18. okrese. Rychle se naučil německy, už v únoru složil regulérní přijímací zkoušky a ročník absolvoval s vyznamenáním.

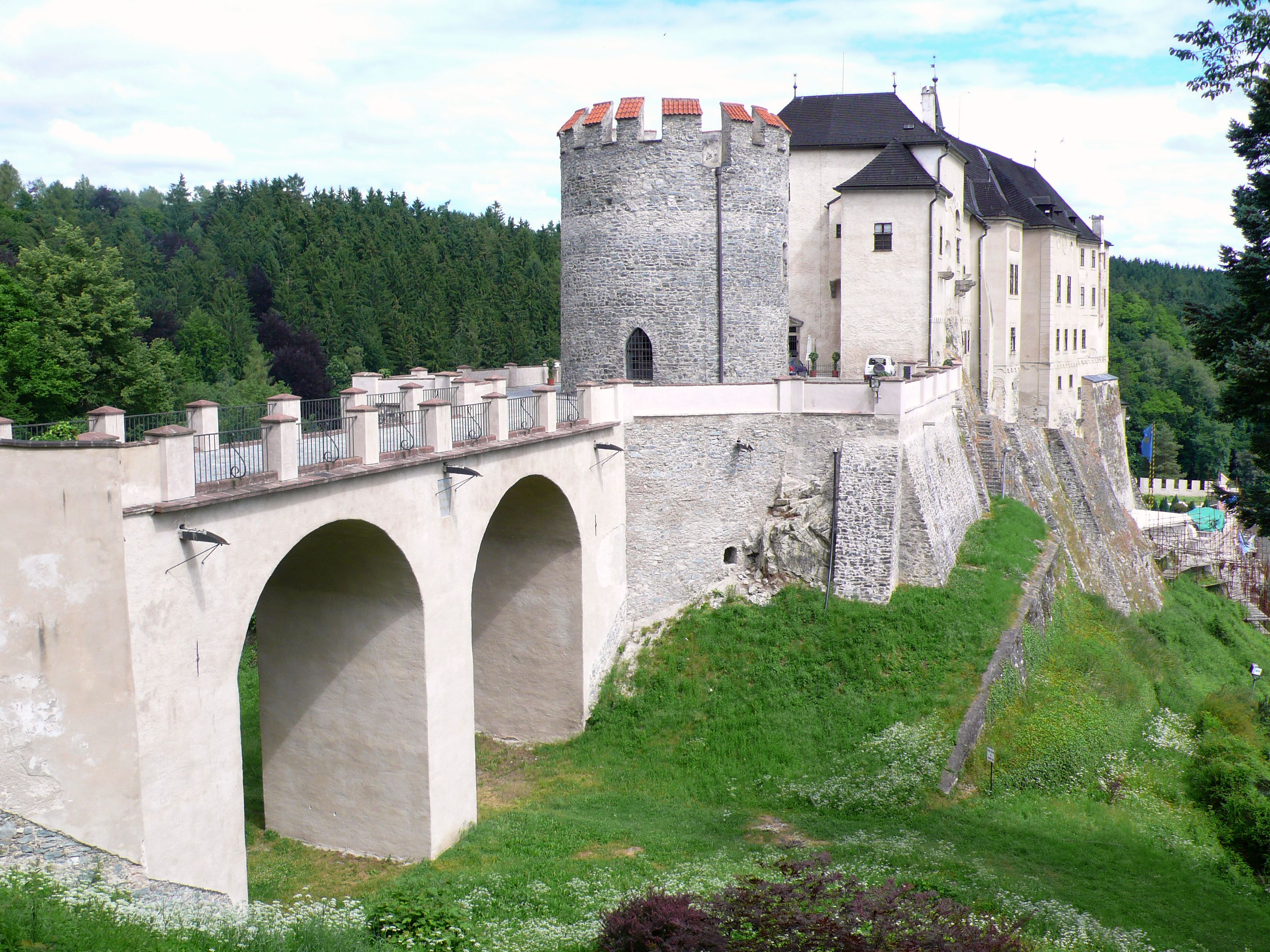
Hrad Český Šternberk

V neutrálním Rakousku musel nastoupit na vojenskou službu, byl pěšákem v oddílu Panzerjäger a poté barmanem v kasinu pro důstojníky, nakonec dokonce šéfem kasina.
Na práva se zapsal už před vojnou. Po vojně studoval a zároveň pracoval v advokátní kanceláři. Když nepracoval, cestoval s dvěma přáteli. Navštívili Španělsko, Itálii, Francii, Portugalsko, Bulharsko, Rumunsko, Makedonii, Rusko a Albánii.
Střídavě žije v Česku a Rakousku. Po otci zdědil hrad Český Šternberk a zámek Březina, 3400 hektarů lesa a 600 hektarů polí. Rodina také restituovala a opravila vodní elektrárnu v Ratajích nad Sázavou. Zároveň vlastní ve Vídni byt. Ve své advokátní praxi se věnuje obchodnímu právu. Po bratru své tety Jaromíru Hrubém-Gelenj (1922–2012) zdědil zámek Morány a statky Kamenná Lhota a Červené Pečky, 1400 hektarů lesa a 250 hektarů polí.

## Rodina
V Praze se 31. prosince 1992 oženil s Kateřinou Vávrovou (* 6. března 1971 Praha), manželství zůstalo bezdětné a pár se v roce 1996 rozvedl. Podruhé se oženil 8. dubna 1998 ve Vídni se Susanne Friederikou von Berg (* 20. července 1956 Mnichov), dcerou Maximiliana von Berg a jeho manželky Elisabethy Kochler. Manželka se stala dámou Řádu hvězdového kříže. Narodila se jim jedna dcera:
- Anastasia Anna Maria (* 8. 1. 1999 Vídeň)